# 宗柏寺
宗柏寺（そうはくじ）は、東京都新宿区榎町にある日蓮宗の寺院。山号は一樹山。旧本山は京都頂妙寺、親師法縁。

## 歴史
尾形宗柏（寛永7年（1630年）没、尾形光琳、尾形乾山兄弟の祖父）が現在地（当時は武蔵国豊島郡牛込村）に創建した草庵が起源。寛永8年（1631年）の興正院日意（尾形宗柏の子で大僧都）によって父の菩提供養のために堂宇の建立が開始された。寺号は父尾形宗柏の名にちなみ、山号は母（本阿弥光悦の姉）の法号一樹院法興日順にちなむという。元文5年（1740年）御三卿の一つ一橋家の祈願所となった。天保13年（1842年）日永（16世）により諸堂改修が行われた。嘉永4年（1851年）火災が類焼し焼失した。

## 境内
- 本堂
- 釈迦堂
- 鬼子母神堂

## 釈迦如来
傳教大師最澄作とされ崇敬を集めた。

## 歴代
- 興正院日意

## 交通
- 東京メトロ東西線・神楽坂駅2番出口より徒歩6分（経路案内）。
- 新宿駅西口よりバス(都営バス　白61系統)「榎町特別出張所」下車

## 関連資料
- 牛込區史